# 宋传典
宋传典（1875年—1930年1月），原名宋化忠，字徽五，山东青州益都人，中国近代实业家、山东省议会议长、私立青岛大学校长（1925-1928）。

## 生平
1875年，宋传典出生于山东青州益都前龙山峪宋王庄，出身贫寒。1887年，英国浸礼会在青州创办广德书院，其父被招为厨师兼校役，校长传教士库寿龄资助宋传典就读于广德书院，1898年毕业后，又留校任英文教习。1905年，废科举、设学堂，宋传典被聘任小学校长，兼县教育会长。
1908年，库寿龄夫妇离开青州前往上海，将德昌花边庄留给宋传典。宋传典在青州城创办德昌洋行，经营花边、发网，出口欧美，取得巨大成功，并在上海、天津、济南、青岛、烟台等地设立分行，成为民国山东首富。
1922年，宋传典当选为第三届山东省议会议长，移居济南，将德昌洋行设在济南商埠经六路纬七路，占地面积3万多平方米，建有厂房、办公室、女工宿舍，又开设德昌地毯厂。1924年，胶澳商埠督办高恩洪创办私立青岛大学，宋传典为11名校董之一。同年发生第二次直奉战争，直系败退，校长高恩洪去职，遂于1925年1月，由宋传典议长接任校长，维持至1928年4月，北伐军进入山东，张宗昌败逃，私立青岛大学经费断绝，教师学生散去大半，学校被迫停办。宋传典也被视为张宗昌同党，被国民党山东省政府下令通缉，在青州、济南两地的产业也被政府没收，宋传典逃往天津英租界。1930年1月，政府宣布解除对宋传典的通缉，宋传典因突发脑溢血去世。

## 家庭
- 儿子：宋棐卿（1898-1956年）。